# Монсун
Монсун је постојани пренос ваздушних маса у нижим слојевима тропосфере, над одређеним областима на Земљи. Имају супротан правац лети и зими и карактеристични су за Индијски потконтинент и југоисточну Азију. Монсун је традиционално сезонски реверзни ветар праћен одговарајућим променама падавина, али се сада користи за описивање сезонских промена у атмосферској циркулацији и падавинама повезаних са годишњом географском осцилацијом Интертропске зоне конвергенције између њених граница на северу и југу од екватора. Обично се термин монсун користи за означавање кишне фазе сезонски променљивог обрасца, иако технички постоји и сува фаза. Термин се такође понекад користи за описивање локалне јаке, али краткотрајне кише.
Главни монсунски системи света састоје се од западноафричких и азијско-аустралијских монсуна. Расправљало се о сврставању северноамеричког монсуна и јужноамеричког монсуна са непотпуним преокретом ветра.
Термин монсун је први пут употребљен на енглеском у Британској Индији и суседним земљама за означавање великих сезонских ветрова који дувају из Бенгалског залива и Арабијског мора на југозападу и доносе обилне падавине у ово подручје.

## Етимологија
Етимологија речи монсун није сасвим разјашњена. Енглеска реч монсун потиче од португалске речи monção, и ултиматно од арапске речи موسم (mawsim, „сезона“), „можда делимично преко ране модерне холандске речи monson“.

## Историја
Јачање азијског монсуна је повезано са издизањем Тибетанске висоравни након судара Индијског потконтинента и Азије пре око 50 милиона година. Због проучавања записа из Арабијског мора и прашине коју ветар носи на кинеској висоравни Лос, многи геолози верују да је монсун први пут постао јак пре око 8 милиона година. Недавно, проучавања биљних фосила у Кини и нови дуготрајни седименти из Јужног кинеског мора довели су до времена када је монсун почео пре 15–20 милиона година, и тиме је повезан са раним тибетанским издизањем. Тестирање ове хипотезе чека узорковање дубоког океана у оквиру Интегрисаног програма океанског бушења. Монсун је значајно варирао у снази од овог времена, што је у великој мери повезано са глобалним климатским променама, посебно циклусом плеистоценског леденог доба. Студија морског планктона сугерише да је индијски монсун ојачао пре око 5 милиона година. Затим, током ледених периода, ниво мора је пао и Индонежански морски пут се затворио. Када се то догодило, хладним водама у Пацифику је било онемогућено да уђу у Индијски океан. Верује се да је резултирајући пораст температуре површине мора у Индијском океану повећао интензитет монсуна.
Идентификовано је пет епизода током квартара на 2,22 Ма (ПЛ-1), 1,83 Ма (ПЛ-2), 0,68 Ма (ПЛ-3), 0,45 Ма (ПЛ-4) и 0,04 Ма (ПЛ-5) које су показале слабљење Лувинске струје (ЛС). Слабљење ЛС би имало утицај на поље температуре површине мора (SST) у Индијском океану, пошто Индонежанска струја генерално загрева Индијски океан. Дакле, ових пет интервала би вероватно могли бити они значајног снижења SST у Индијском океану и утицали би на интензитет индијског монсуна. За време слабог ЛЦ постоји могућност смањења интензитета индијског зимског монсуна и јаког летњег монсуна, због промене дипола Индијског океана услед смањења нето топлоте у Индијском океану кроз Индонежански проток. Стога се боље разумевање могућих веза између Ел Ниња, топлог базена западног Пацифика, индонежанског протока, обрасца ветра са западне Аустралије и ширења и контракције запремине леда може добити проучавањем понашања ЛЦ током квартара у блиским стратиграфским интервалима.

## Зимски монсун
Монсуни захватају велико пространство копна и океана, тј. они настају где се велике водене површине граниче са великим копненим површинама. Монсуни дувају зими са копна према океану, јер је зими копно знатно хладније од океана и изнад копна је виши ваздушни притисак, тако да је хоризонтални градијент ваздушног притиска управљен од копна према мору, односно океану.

## Летњи монсун
У току летње половине године океан је хладнији од копна и градијент ваздушног притиска је управљен од океана према копну, те зато ветрови дувају од океана према копну.
Пошто ваздушне масе при овим струјама прелазе знатна пространства, како у дубину копна, тако и изнад океана, то на правац монсуна има утицаја и девијацијска сила. Монсуни на северној полулопти скрећу од свог првобитног правца удесно, а на јужној скрећу улево.

## Распрострањење монсуна
Монсуни се образују на обалама појединих океана како јужне, тако и северне полулопте. Најизразитији монсуни образују се изнад Индијског океана и јужног дела Азије. Ону у летње време долазе до Хималаја, а у току зиме полазе од Хималаја. Висина њиховог утицаја је 3 - 4 km. Летњи монсун, који долази са океана је влажан, и проузрокује у Индији велике количине падавина. У периоду летњег монсуна у Индији се излучи 75 - 88% од годишње суме падавина, а у Бомбају чак 96%.
Монсунски ветрови су слабо развијени у области екватора, где је велико дневно колебање температуре, али је мало годишње колебање, како температуре тако и ваздушног притиска. За постанак монсунских ветрова погодније су више географске ширине, нарочито таме где нема јачих сталних ветрова, као што су појасеви суптропских тишина, тј. граница између пасатских и западних ветрова.